# Anacréon, Bacchus et l'Amour
Anacréon, Bacchus et l'Amour est une peinture à l'huile sur toile réalisée en 1848 par  le peintre français Jean-Léon Gérôme . Elle est conservée au musée des Augustins de Toulouse. La toile mesure 136 × 211 cm. 
La peinture est exposée au salon de peinture de 1848. C'est une commande du ministère de 1 800 francs pour le musée de Toulouse.
Une version sculptée se trouve au musée Jean-Léon Gérôme à Vesoul et une au musée Art Institute of Chicago.

## Sujet
Anacréon, un poète grec connu pour son amour du vin et de la musique, est accompagné de deux figures de la mythologie, sous le trait d'enfant : Bacchus, le dieu romain du vin et Cupidon, le dieu de l'amour. 
Anacréon est représenté jouant de la lyre, accompagné des deux dieux qui dansent devant lui. À sa gauche, une Bacchante ou Ménade, assise nue, jouant de la flûte à deux becs. À ses pieds se trouvent des lécythes et des corbeilles de fleurs. En arrière-plan, de nombreux personnages, vêtus ou non, certainement assemblés pour des Bacchanales. Le couple nu est inspiré du Triomphe de Flore de Nicolas Poussin.
Bacchus tient d'une main un thyrse et de l'autre une kylix. Il a une peau de léopard sur l'épaule. Il a des feuilles de vignes dans les cheveux et ceins autour de son torse. 
Cupidon tient son arc d'une main et a son carquois dans le dos, tenu par une guirlande de fleurs en travers du torse. Il a aussi des feuilles dans les cheveux et répand des pétales avec son autre main.

La signature de l'artiste GEROME 1848 se trouve en haut à gauche sur le socle d'une sculpture derrière la Ménade.

### Traitement du sujet dans les arts

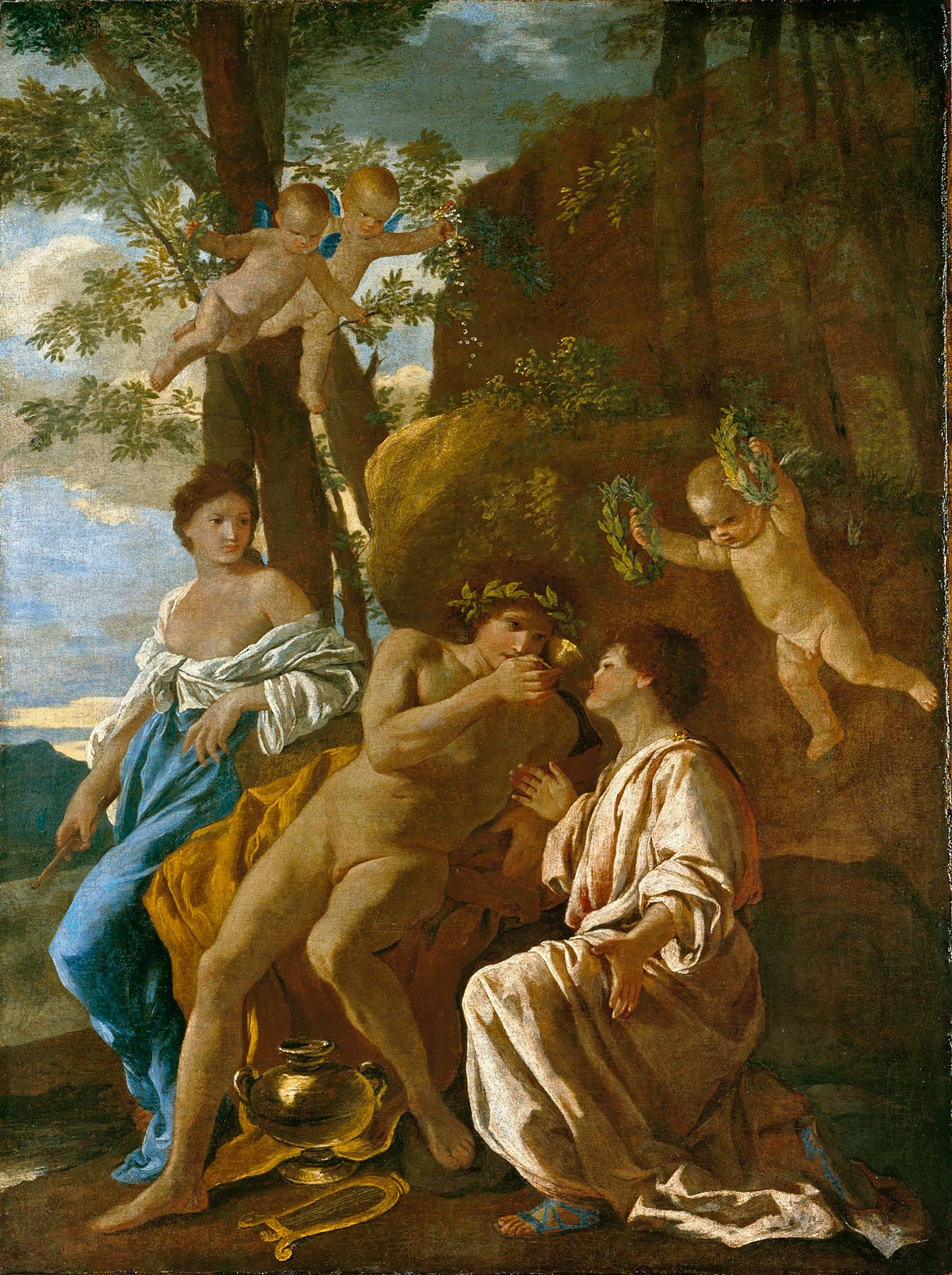
Version de Nicolas Poussin.
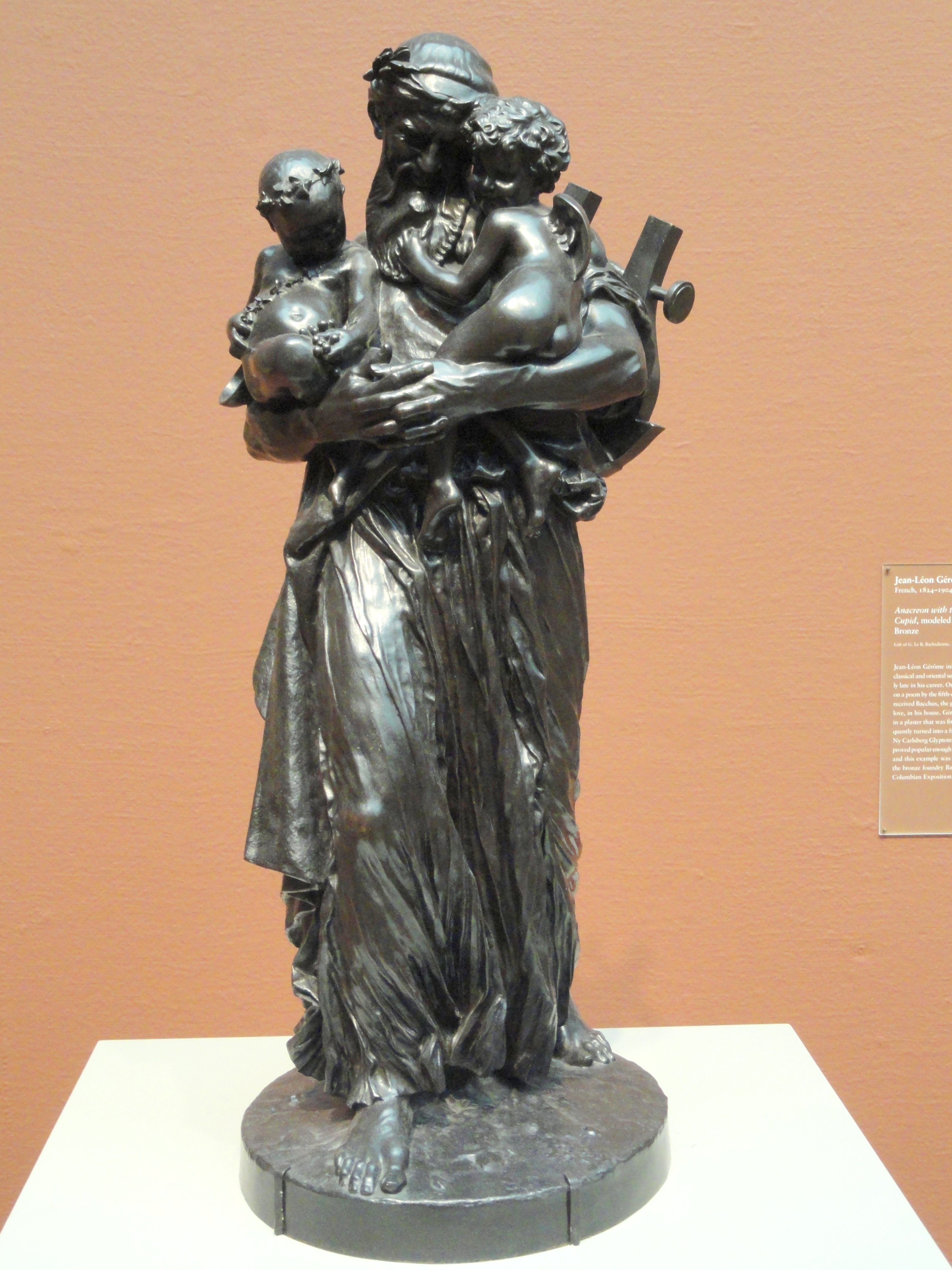
Version sculptée de Chicago.
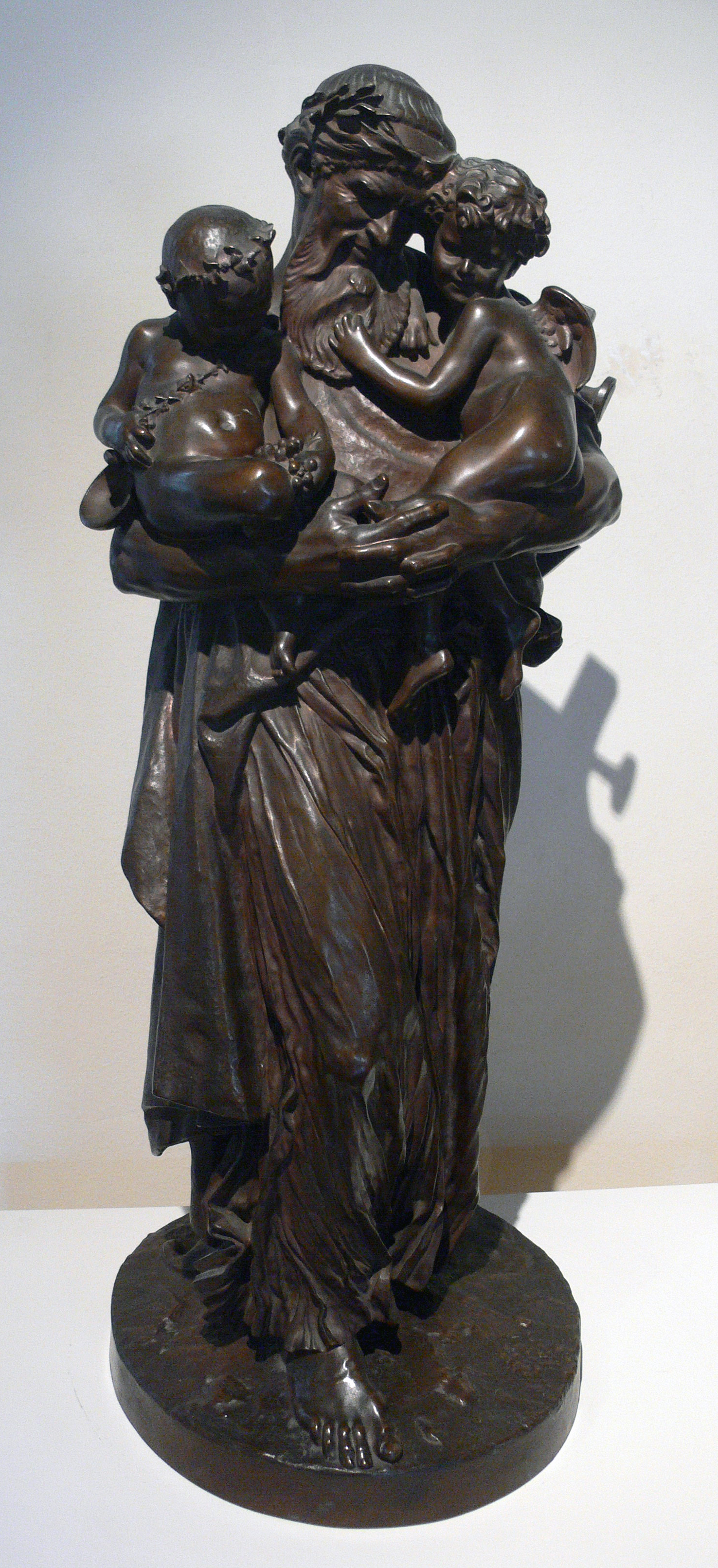
Version sculptée du musée de Vesoul.
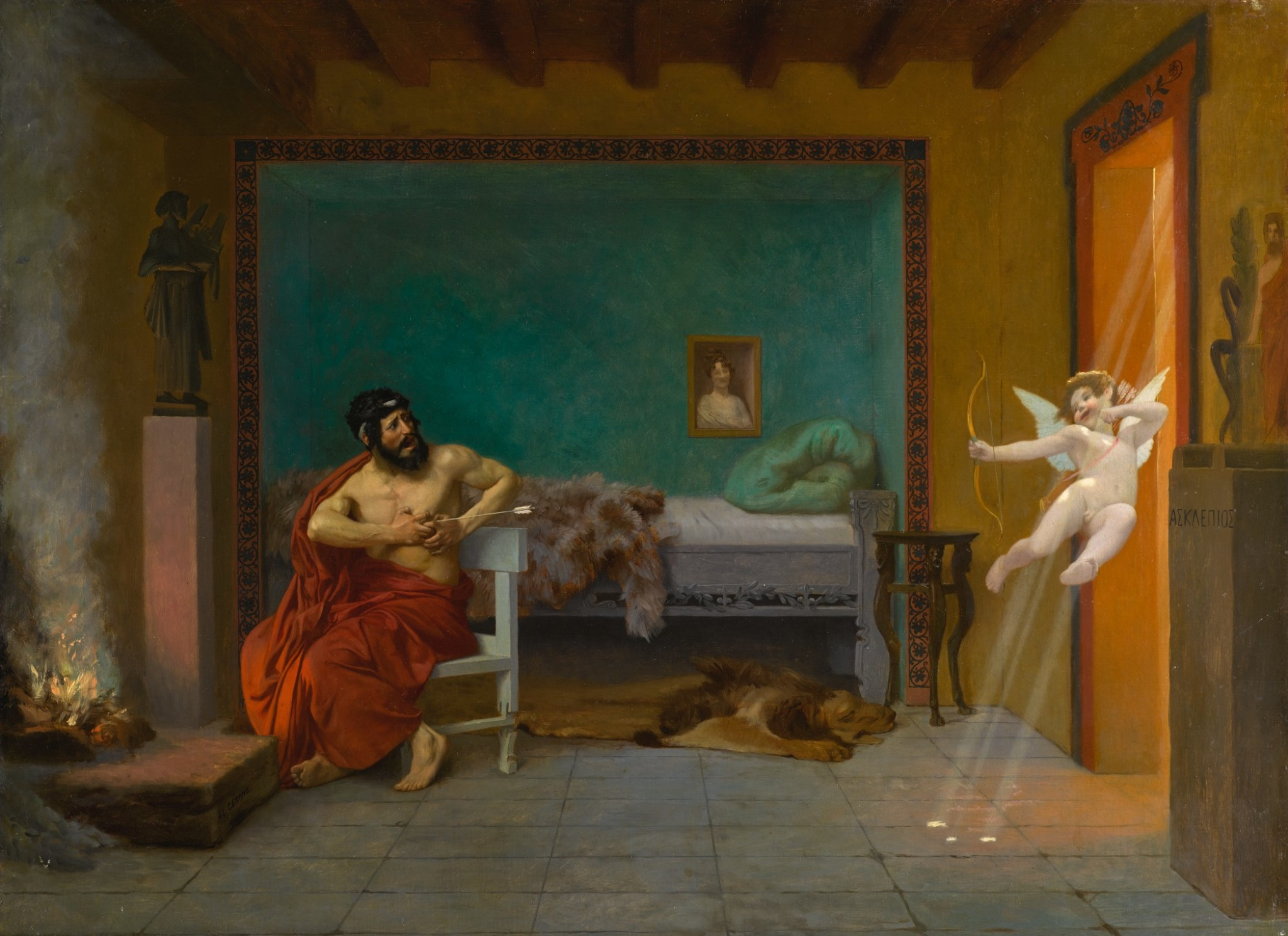
L'un des tableaux de l'histoire d'Anacréon.
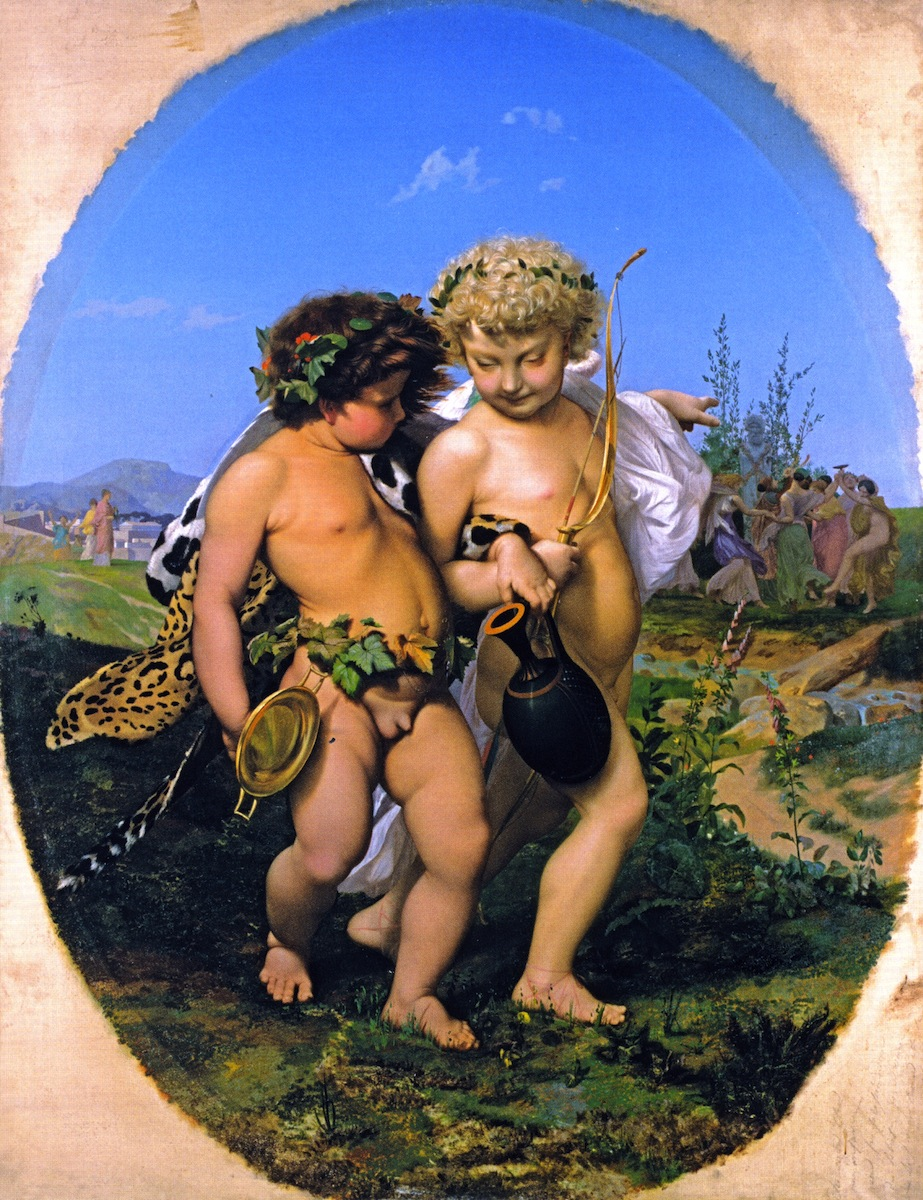
Bacchus et l'Amour ivres.